# Ekaterina Dafowska
Ekaterina Stefanowa Dafowska (bulgarisch Екатерина Стефанова Дафовска; * 28. November 1975 in Tschepelare) ist eine ehemalige bulgarische Biathletin. Ihr größter Erfolg war der Olympiasieg im Einzel 1998 in Nagano.

## Leben und Karriere
Ekaterina Dafowska gewann bei den Olympischen Winterspielen 1998 in Nagano (Japan) Gold im Biathlon-Einzel über 15 km sowie bei den Weltmeisterschaften 1995 in Antholz (Italien) und 1997 in Osrblie (Slowakei) jeweils Bronze, ebenfalls über 15 km im Biathlon-Einzel. Im Weltcup entschied sie bis Februar 2005 fünf Rennen für sich. Ihre beste Platzierung im Gesamtweltcup war der vierte Rang in der Saison 2002/03.
2006, nach der vierten Teilnahme an den Olympischen Spielen, beendete sie ihre aktive sportliche Karriere. Im Anschluss verlagerte Ekaterina Dafowska ihren beruflichen Fokus und eröffnete ein Hotel. 
Vier Jahre später, im Mai 2010, kehrte sie zum Sport zurück und wurde zur Präsidentin des bulgarischen Biathlonverbandes gewählt. Zwölf Jahre füllte sie dieses Amt erfolgreich aus, bis sie es 2022 aus gesundheitlichen Gründen niederlegte.
Im Jahr 2022 wurde Dafowska für vier Jahre in den Vorstand der Internationalen Biathlon-Union (IBU) gewählt.
Ekaterina Dafowska ist verheiratet und bekam 2000 einen Sohn.

## Statistik

### Biathlon-Weltcup-Platzierungen
Die Tabelle zeigt alle Platzierungen (je nach Austragungsjahr einschließlich Olympische Spiele und Weltmeisterschaften).
- 1.–3. Platz: Anzahl der Podiumsplatzierungen
- Top 10: Anzahl der Platzierungen unter den ersten zehn (einschließlich Podium)
- Punkteränge: Anzahl der Platzierungen innerhalb der Punkteränge (einschließlich Podium und Top 10)
- Starts: Anzahl gelaufener Rennen in der jeweiligen Disziplin

| Platzierung         | Einzel | Sprint | Verfolgung | Massenstart | Staffel | Gesamt |
| ------------------- | ------ | ------ | ---------- | ----------- | ------- | ------ |
| 1. Platz            | 2      | 1      | 2          |             |         | 5      |
| 2. Platz            |        | 1      | 1          | 1           |         | 3      |
| 3. Platz            | 2      | 2      | 1          | 1           | 2       | 8      |
| Top 10              | 17     | 22     | 16         | 10          | 29      | 94     |
| Punkteränge         | 30     | 53     | 44         | 21          | 33      | 181    |
| Starts              | 47     | 91     | 50         | 21          | 33      | 242    |
| Stand: Karriereende |        |        |            |             |         |        |